# Un indovino mi disse
Un indovino mi disse è un libro di Tiziano Terzani.

## Trama
Nel 1976, ad Hong Kong, un indovino cinese predice a Terzani che nel 1993 correrà un grande rischio di morire. In particolare gli raccomanda di non prendere mai l'aereo. Giunto alla fine del 1992, Terzani si ricorda della profezia e decide, più per gioco che per paura, di tenerne conto: trascorrerà quindi l'intero 1993 senza mai utilizzare aerei ed elicotteri.  Ottenuto dal giornale per il quale lavora (il settimanale tedesco Der Spiegel) il permesso di vivere un anno muovendosi solo per terra e mare, cosa inconsueta per un giornalista, Terzani festeggia il capodanno 1993 in Laos, dove si trova per motivi professionali, e si appresta a trascorrere l'anno rispettando la profezia, ma anche incontrando ogni sorta di indovini e astrologi a cui chiedere conferme sulla profezia.

## Analisi
Un indovino mi disse è la cronaca dell'anno in cui Terzani riscopre i viaggi in treno ed in nave per l'Asia (Laos, Thailandia, Birmania, Cina, Singapore, isole Malesi, Vietnam, Cambogia, Mongolia e Russia). È l'occasione per riscoprire la vera Asia: non quella dei ministri, degli ambasciatori e delle grandi personalità, ma quella della gente comune. Il libro è ricco di leggende, di descrizioni di vita quotidiana nei paesi asiatici, e delinea il contrasto tra i paesi in fase di sviluppo accelerato (Cina, Thailandia, Singapore) e quelli ancora legati alle tradizioni e al passato (Laos, Birmania), descrivendo gli incontri con indovini, astrologi e stregoni.

## Edizioni
- Un indovino mi disse, Collezione Il Cammeo n.287, Milano, Longanesi, 1995,  p. 428, ISBN 978-88-304-1252-1. - Collana Teadue, Milano, TEA, 26 giugno 1998, ISBN 978-88-781-8438-1; Biblioteca Superpocket, Milano, SuperPocket, 20 luglio 2004, ISBN 978-88-462-0342-7; Collana Saggistica, TEA, 2004, ISBN 978-88-502-0613-1; Collana Relax n.2, TEA, 2007, ISBN 978-88-502-1396-2; Collana Opere di T. Terzani, TEA, 2014, ISBN 978-88-502-3584-1; Collana SuperTEA, TEA, 2015, ISBN 978-88-502-4028-9; Collana SuperTEA Plus, TEA, 2018, ISBN 978-88-502-5241-1; Collana SuperTEA, TEA, 2021, ISBN 978-88-502-6172-7.
- Un indovino mi disse letto da Edoardo Siravo. Audiolibro. 2 CD Audio formato MP3, Collana Audiolibri, Milano, Salani, 2020, ISBN 978-88-310-0118-2.
- Un Indovino mi disse, Prefazione di Angela Terzani Staude, Ediz. illustrata con le immagini del viaggio dell'Autore, Milano, Longanesi, 2024, ISBN 978-88-304-2708-2.